# Killer (chanson)
Pour les articles homonymes, voir Killer.
Singles par Adamski
N-R-G
(1990) The Space Jungle
(1990)
Singles par George Michael
Somebody to Love
(1993) Jesus to a Child
(1996)
Killer est un single d'Adamski écrit par Adamski et Seal, qui chante sur le titre. Le single est extrait de l'album de Doctor Adamski's Musical Pharmacy (1990).
Le titre a atteint la première place du hit-parade britannique.
La chanson est notamment reprise par George Michael en 1991 et ATB en 1999.
Nina Hagen a également repris ce titre, de nombreuses fois sur scène et sur l'album Volksbeat, en 2011 (version allemande).